# Diego Marticorena
Diego Sebastián Marticorena (Montevideo, Uruguay, 28 de marzo de 1985) es un futbolista uruguayo. Juega de portero y su club actual es el Deportivo Maldonado de la Segunda División Profesional de Uruguay.

## Clubes
| Club                | País    | Año         |
| ------------------- | ------- | ----------- |
| Rentistas           | Uruguay | 2006        |
| Sud América         | Uruguay | 2007        |
| Miramar Misiones    | Uruguay | 2007        |
| La Luz FC           | Uruguay | 2008        |
| Sportivo Cerrito    | Uruguay | 2008        |
| Deportivo Maldonado | Uruguay | 2009 - 2012 |